# Andrew Cavendish
Andrew Robert Buxton Cavendish (ur. 2 stycznia 1920, zm. 3 maja 2004) – brytyjski arystokrata i polityk, młodszy syn Edwarda Cavendisha, 10. księcia Devonshire i lady Mary Gascoyne-Cecil, córki 4. markiza Salisbury. Miał starszego brata Williama, markiza Hartington, dziedzica tytułów ojca.
Studiował w Eton i w Trinity College w Cambridge. Brał udział w II wojnie światowej. Służył w Coldstream Guards w randze majora. Otrzymał Military Cross za swoją postawę 27 lipca 1944 r., kiedy to przetrzymał ze swoją kompanią 36-godzinny ostrzał nieprzyjaciela pod miejscowością Strada we Włoszech. Dwa miesiące później zginął brat lorda Andrew, William, zabity przez snajpera podczas walk w Belgii. Andrew został wówczas dziedzicem tytułu księcia Devonshire i otrzymał tytuł markiza Hartington. Nosił go do 1950 r., kiedy to po śmierci ojca został 11. księciem Devonshire i zasiadł w Izbie Lordów.
Wraz z tytułem książęcym i wielkimi posiadłościami ziemskimi, Andrew otrzymał polecenie zapłacenie podatku spadkowego w wysokości kilku milionów funtów, co stanowiło 80% wartości odziedziczonych posiadłości. Aby zapłacić podatek książę sprzedał wiele dzieł sztuki (m.in. obrazy Rembrandta i Rafaela) oraz wiele tysięcy akrów ziemi. Książę jednak szybko stanął na nogi i udało mu się nawet powiększyć rodzinny majątek. Był właścicielem stajni koni wyścigowych Park Top. Napisał dwie książki: A Romance of the Turf. Park Top wydana w 1976 r. i autobiografia Accidents of Fortune wydana w 2004 r. W 1991 r. podpisał umowę z Peak National Park Authority, udostępniającą jego włości dla turystów. Jego rodową rezydencją jest zamek Chasworth. Oprócz niego książę posiada zamek Lismore w Irlandii i Bolton Abbey w północnym Yorkshire. Jest również właścicielem księgarni Heywood Hill i klubu Pratt's. Był również patronem malarza Luciana Freuda. W 2004 r. na liście najbogatszych magazynu Sunday Times zajął 73. miejsce.
Książę próbował również swych sił w polityce. Dwukrotnie, w 1945 i 1950 r., podejmował bezskuteczne próby dostania się do Izby Gmin z ramienia Partii Konserwatywnej w okręgu Chesterfield. W latach 1952–1954 był burmistrzem Buxton. Był parlamentarnym podsekretarzem stanu w ministerstwie ds. Wspólnoty Narodów w latach 1960-1962, ministrem stanu w ministerstwie ds. Wspólnoty Narodów w latach 1962–1963 i ministrem stanu w ministerstwie ds. kolonii w latach 1963–1964. Wszystkie te nominacje zawdzięczał swojemu wujowi, Haroldowi Macmillanowi, który był wówczas premierem. Devonshire powiedział później, że te nominacje były "największymi aktami nepotyzmu w historii". W 1996 r. został kawalerem Orderu Podwiązki. Był również członkiem Tajnej Rady.
19 kwietnia 1941 r. poślubił Deborah Vivien Freeman-Mitford (ur. 31 marca 1920), córkę Davida Freeman-Mitforda, 2. barona Redesdale i Sydney Bowles, córki Thomasa Bowlesa. Małżeństwo to, choć w gruncie rzeczy zgodne, nie uniknęło kryzysów. Dwaj synowie pary książęcej zmarli w dzieciństwie, a książę wdawał się w liczne romanse. Wyszło to na jaw, kiedy wystąpił jako świadek w procesie o kradzież i musiał przyznać, że kiedy włamywano się do jego londyńskiego mieszkania, spędzał wakacje ze swoją młodą kochanką. Książę często powtarzał, że jego małżeństwo przetrwało dzięki tolerancyjnej postawie jego żony.
Księstwo Devonshire mieli razem trzech synów i trzy córki:
- nieznany z imienia syn (ur. i zm. 14 listopada 1941)
- Emma Cavendish (ur. 26 marca 1943), żona Tobiasa Tennanta, ma dzieci, min. supermodelkę Stellę Tennant
- Peregrine Andrew Mornay Cavendish (ur. 27 kwietnia 1944), 12. książę Devonshire
- Victor Cavendish (ur. i zm. 22 maja 1947)
- nieznana z imienia córka (ur. i zm. 5 kwietnia 1953)
- Sophia Louise Sydney Cavendish (ur. 18 marca 1957), żona Anthony'ego Murphy'ego, Alastaira Morrisona, 3. barona Margadele i Williama Topleya, ma dzieci z drugiego małżeństwa

Książę zmarł w wieku 84 lat i został pochowany w wiejskim kościele w Edensor niedaleko zamku Chasworth.